# ويليام سيرز
ويليام سيرز (بالإنجليزية: William Sears)‏ هو طبيب أمريكي، ولد في 9 ديسمبر 1939 في ألتون في الولايات المتحدة.

## وصلات خارجية
- الموقع الرسمي